# Mörk faraomyra
Mörk faraomyra (Monomorium floricola) är en myrart som först beskrevs av Jerdon 1851.  Mörk faraomyra ingår i släktet Monomorium och familjen myror. Arten är tillfälligt reproducerande i Sverige.

## Underarter
Arten delas in i följande underarter:
- M. f. floricola
- M. f. furinum
- M. f. philippinense

## Bildgalleri

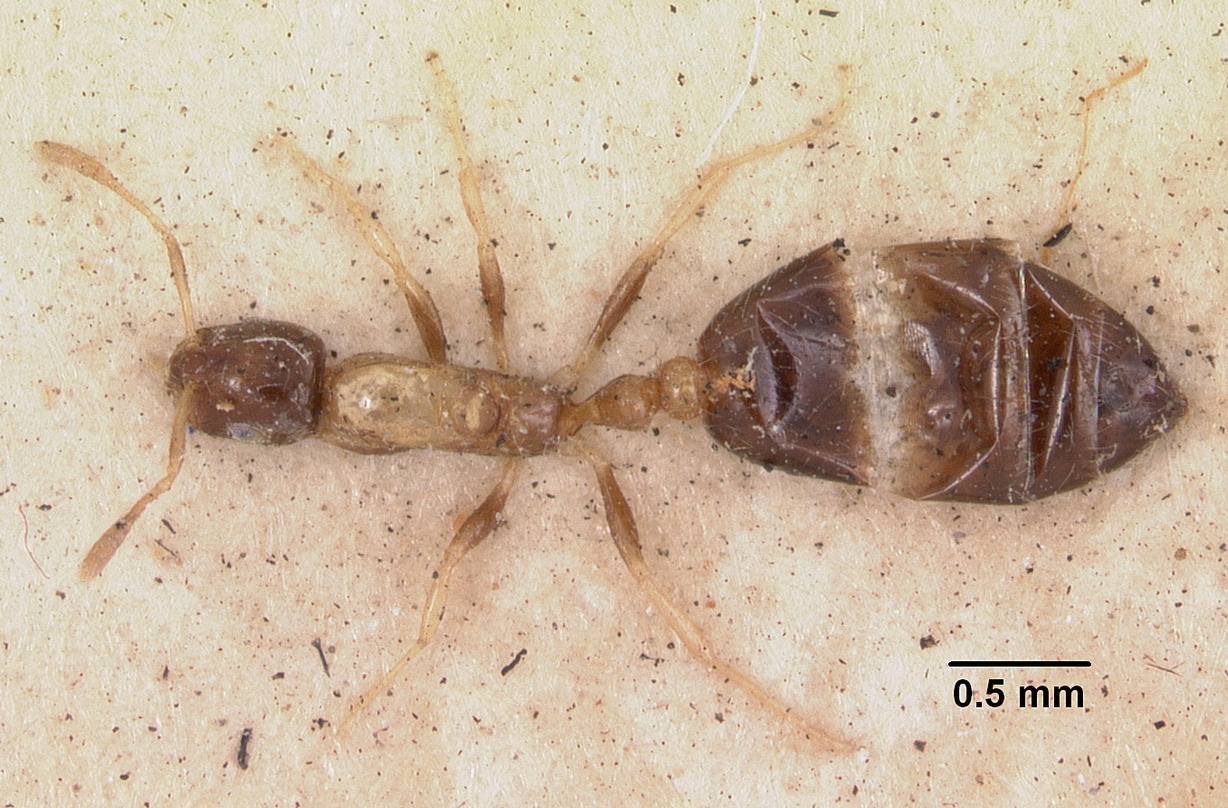
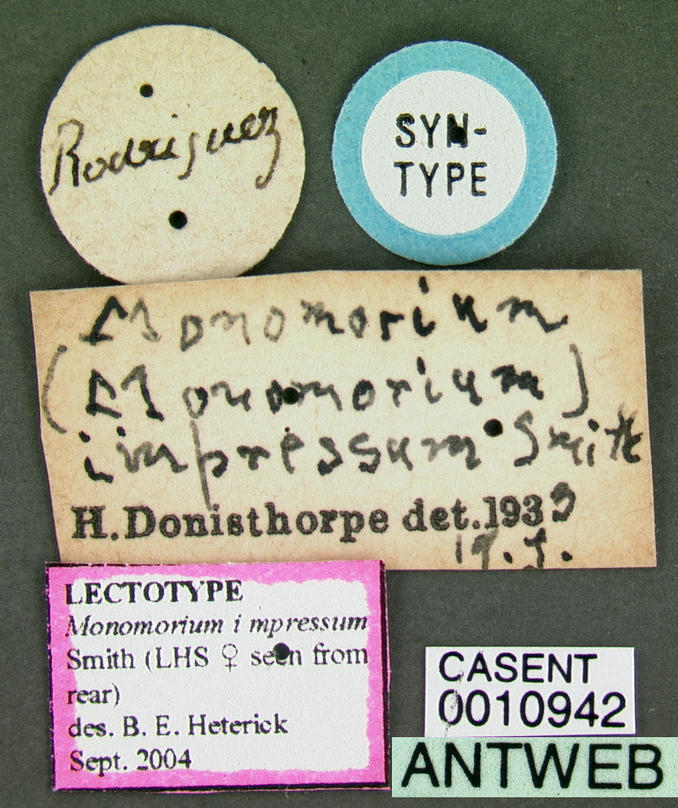
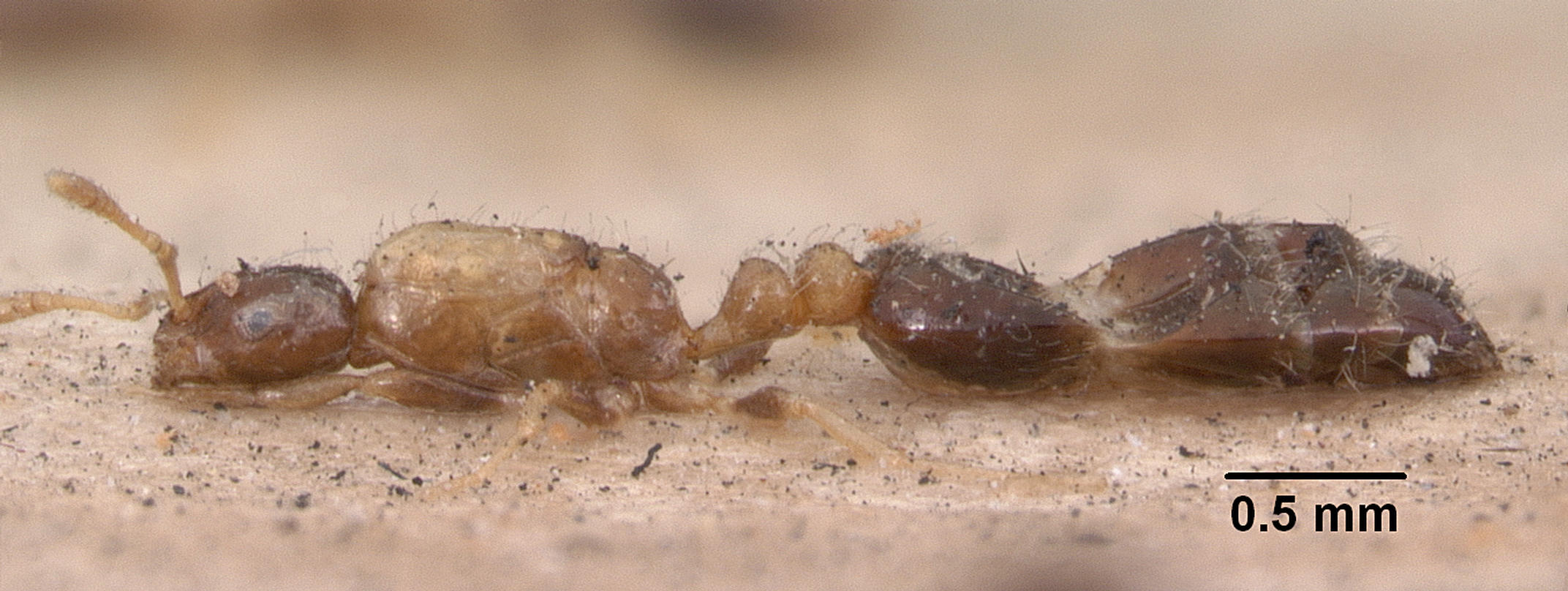
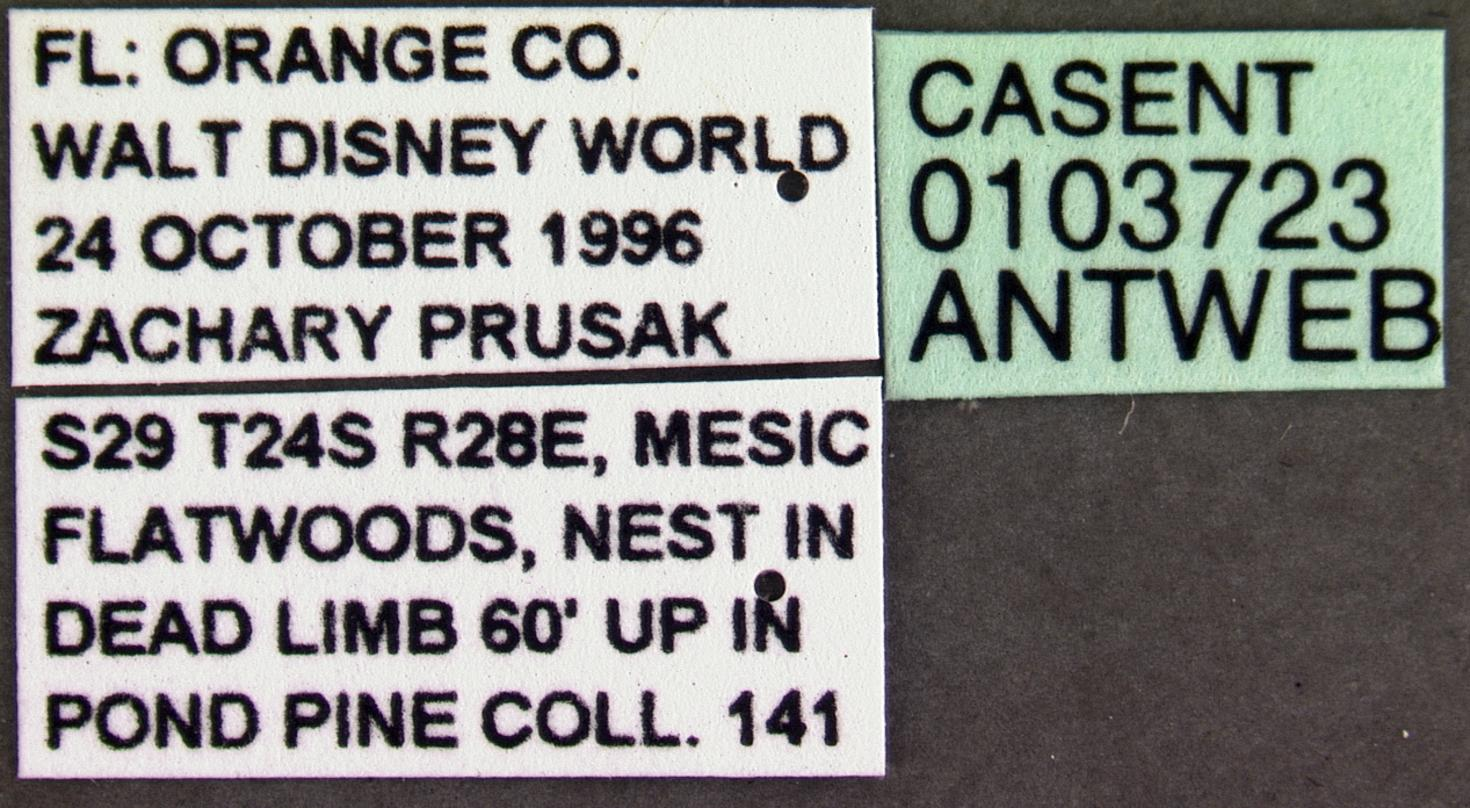
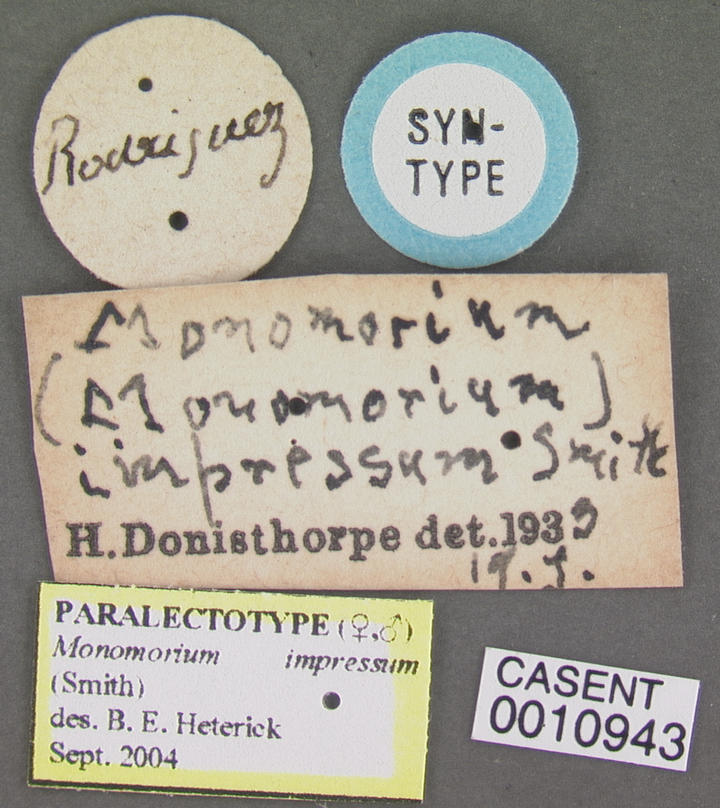
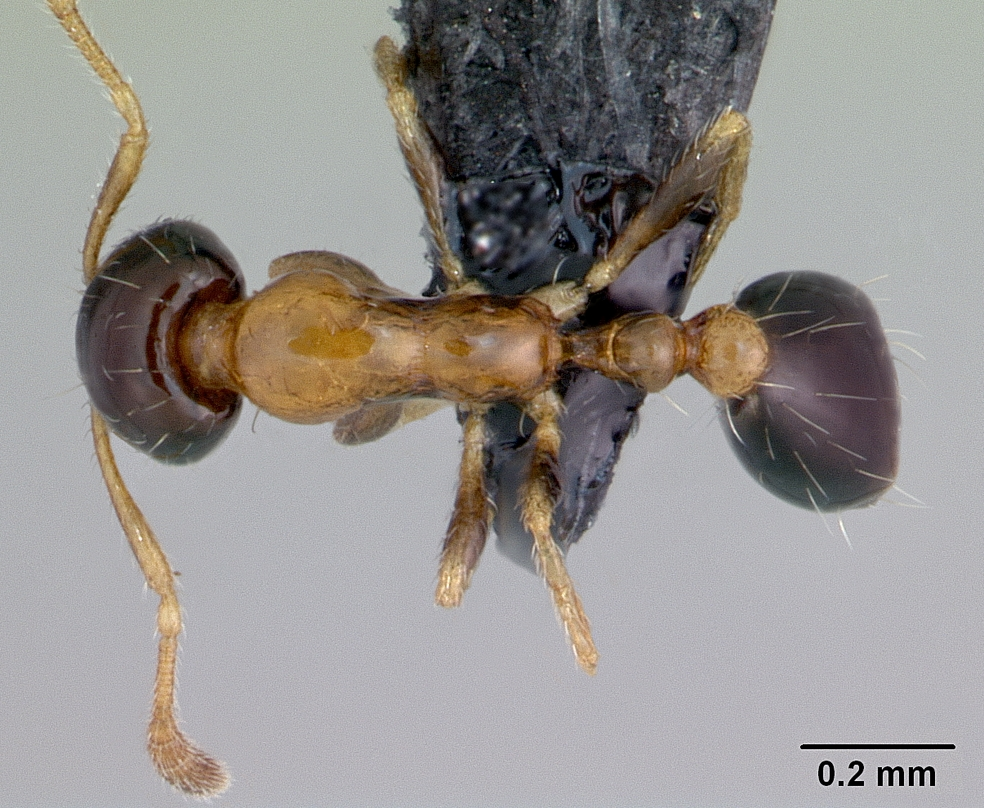